# Protanais birsteini
Protanais birsteini är en kräftdjursart som först beskrevs av Rosalia Konstantinovna Kudinova-Pasternak 1970.  Protanais birsteini ingår i släktet Protanais och familjen Tanaidae. Inga underarter finns listade i Catalogue of Life.